# Bataille de Ghamra
 (mars 2024).
La mise en forme du texte ne suit pas les recommandations de Wikipédia : il faut le « wikifier ».
Les points d'amélioration suivants sont les cas les plus fréquents. Le détail des points à revoir est peut-être précisé sur la page de discussion.
- Les titres sont pré-formatés par le logiciel. Ils ne sont ni en capitales, ni en gras.
- Le texte ne doit pas être écrit en capitales (les noms de famille non plus), ni en gras, ni en italique, ni en « petit »…
- Le gras n'est utilisé que pour surligner le titre de l'article dans l'introduction, une seule fois.
- L'italique est rarement utilisé : mots en langue étrangère, titres d'œuvres, noms de bateaux, etc.
- Les citations ne sont pas en italique mais en corps de texte normal. Elles sont entourées par des guillemets français : « et ».
- Les listes à puces sont à éviter, des paragraphes rédigés étant largement préférés. Les tableaux sont à réserver à la présentation de données structurées (résultats, etc.).
- Les appels de note de bas de page (petits chiffres en exposant, introduits par l'outil «  Source ») sont à placer entre la fin de phrase et le point final[comme ça].
- Les liens internes (vers d'autres articles de Wikipédia) sont à choisir avec parcimonie. Créez des liens vers des articles approfondissant le sujet. Les termes génériques sans rapport avec le sujet sont à éviter, ainsi que les répétitions de liens vers un même terme.
- Les liens externes sont à placer uniquement dans une section « Liens externes », à la fin de l'article. Ces liens sont à choisir avec parcimonie suivant les règles définies. Si un lien sert de source à l'article, son insertion dans le texte est à faire par les notes de bas de page.
- La présentation des références doit suivre les conventions bibliographiques. Il est recommandé d'utiliser les modèles {{Ouvrage}}, {{Chapitre}}, {{Article}}, {{Lien web}} et/ou {{Bibliographie}}. Le mode d'édition visuel peut mettre en forme automatiquement les références.
- Insérer une infobox (cadre d'informations à droite) n'est pas obligatoire pour parachever la mise en page.

Pour une aide détaillée, merci de consulter Aide:Wikification.
Si vous pensez que ces points ont été résolus, vous pouvez retirer ce bandeau et améliorer la mise en forme d'un autre article.
Notes
Guerres d'Apostasie
Batailles
Bataille de Zhu Qissa - Bataille d'Abraq - Bataille de Buzakha - Bataille de Naqra - Bataille de Zafar - Bataille de Daumat-ul-Jandal - Bataille de Dibba - Bataille d'Al-Yamama - Bataille de Nujair
La bataille de Ghamra en 632 a été un affrontement entre les forces du Califat Rachidun, dirigées par Khalid Ibn al-Walid, et les rebelles apostats sous le commandement d'Uyayna ibn Hisn,,,.
Bien que d'envergure modeste, cette confrontation a joué un rôle important dans la consolidation du Califat Rachidun. Elle a contribué à soumettre les tribus environnantes à la zakât et a mis définitivement fin à la rébellion de Tulayha ibn Khuwaylid (en) et de ses partisans,,,.
La victoire à Ghamra a également permis à Khalid Ibn al-Walid de réprimer les rébellions parmi d'autres tribus apostâtes,.

## Contexte
À la suite de la bataille d'Abraq, Abū Bakr As-Siddiq regagna Médine pour planifier une vaste offensive à travers l'ensemble de la péninsule arabique, dans le but de réprimer l'apostasie généralisé sur le territoire qui faisait autrefois partie du Califat Rachidun.
Pour cela, Abū Bakr As-Siddiq forma 11 corps, chacun dirigé par son propre commandant, arborant son propre étendard et où chaque commandant se vit confier une mission immédiate, tandis que d'autres reçurent des missions à accomplir ultérieurement.
L'un de ces corps était dirigé par Khalid Ibn al-Walid et avait pour première mission de soumettre entièrement les tribus rassemblées autour de Tulayha ibn Khuwaylid (en) (surnommé "L'Imposteur"), puis de soumettre celles rassemblées autour de Malik ibn Nuwayra (en),,.
À la suite de la victoire de Khalid Ibn al-Walid à la bataille de Buzakha, il décida de poursuivre les survivants afin de les soumettre de gré ou de force,,.

## Déroulement

### Pré-bataille
À la suite de la bataille de Buzakha, Khalid Ibn al-Walid dépêcha des colonnes pour poursuivre les apostats en fuite et soumettre les tribus avoisinantes.
L'une de ces colonnes rattrapa un groupe d'apostats situé à 50 km au sud-est de Buzakha. Cependant, ces apostats se soumirent sans opposer de résistance, renouant ainsi avec l'Islam.
Khalid Ibn al-Walid dirigea une autre colonne rapide en direction d'Uyayna ibn Hisn, qui avait fui vers le sud-est avec son clan des Banu Fazara (en) et quelques membres des Banu Asad (en), lorsqu'il parvint à rattraper Uyayna ibn Hisn, ce dernier n'avait atteint que Ghamra, située à 90 km au sud-est de Buzakha,.
Uyayna ibn Hisn, déterminé à combattre malgré sa désillusion vis-à-vis de Tulayha ibn Khuwaylid (en), se retourna pour affronter les troupes de Khalid Ibn al-Walid,.

### Bataille
Un affrontement intense s'ensuivit, au cours duquel plusieurs apostats moururent et où les survivants furent contraints à la fuite, Uyayna ibn Hisn sera fait capturé,,.

### Post-bataille
Uyayna ibn Hisn acceptera l'Islam et demandera pardon pour son apostasie. Il sera gracié par Abū Bakr As-Siddiq et autorisé à prendre sa retraite parmi les siens.
Après l'incident de Ghamra, Khalid Ibn al-Walid se dirigea vers Naqra, où certains clans des Banu Sulaym s'étaient regroupés pour s'opposer au Califat Rachidun,.

## Conséquences
La bataille de Ghamra a été le coup de grâce face aux tribus apostates des Banu Fazara (en) et des Banu Asad (en), les soumettant définitivement, ajoutant celles durant la bataille de Buzakha (Les Tayy, les Banu Hawāzin et le reste des Banu Ghatafan).